# Дружківська міська рада
Дружкі́вська міська́ ра́да — адміністративно-територіальна одиниця та орган місцевого самоврядування у Донецькій області з адміністративним центром у місті обласного значення Дружківці.

## Загальні відомості
- Територія ради: 46,53 км²
- Населення ради: 69 362 особи (станом на 1 лютого 2014 року)[1]

## Адміністративний устрій
Міській раді підпорядковані:
- м. Дружківка
- с. Дружківське
- селище Олексієво-Дружківка
- селище Райське
- селище Новогригорівка
- селище Новомиколаївка
- с. Красний Кут
- селище Старорайське

## Склад ради
Рада складається з 36 депутатів та голови.
- Голова ради: Григоренко Володимир Борисович
- Секретар ради:

### Керівний склад попередніх скликань
| Прізвище, ім'я, по батькові | Основні відомості                                                       | Дата обрання | Дата звільнення |
| --------------------------- | ----------------------------------------------------------------------- | ------------ | --------------- |
| Гнатенко Валерій Сергійович | Міський голова, 1967 року народження, освіта вища, безпартійний         | 26.03.2006   | 18.05.2010      |
| Гнатенко Валерій Сергійович | Міський голова, 1967 року народження, освіта вища, член Партії регіонів | 31.10.2010   | 25.10.2015      |
| Гнатенко Валерій Сергійович | Міський голова, 1967 року народження, освіта вища, безпартійний         | 25.10.2015   | 29.08.2019      |

Примітка: таблиця складена за даними сайту Верховної Ради України та ЦВК

### Депутати VII скликання
За результатами місцевих виборів 2015 року депутатами ради стали:

#### За суб'єктами висування
| Суб'єкт висування                                       | Кількість обраних депутатів | %     |
| ------------------------------------------------------- | --------------------------- | ----- |
| Політична партія «Опозиційний блок»                     | 18                          | 50.00 |
| Політична партія «Наш край»                             | 9                           | 25.00 |
| Радикальна партія Олега Ляшка                           | 4                           | 11.11 |
| Партія Блок Петра Порошенка «Солідарність»              | 3                           | 8.33  |
| Політична партія Всеукраїнське об'єднання «Батьківщина» | 2                           | 5.56  |

#### За округами
| № округу                                                | Прізвище, ім'я, по батькові     | Дата нар.  | Освіта              | Партійна приналежність                                        | Відомості |
| ------------------------------------------------------- | ------------------------------- | ---------- | ------------------- | ------------------------------------------------------------- | --- |
| Політична Партія «Опозиційний блок»                     |                                 |            |                     |                                                               | |
| пк                                                      | Григоренко Володимир Борисович  | 24.07.1951 | вища                | член Політичної Партії «Опозиційний блок»                     | пенсіонер |
| 34                                                      | Вірниченко Світлана Олексіївна  | 04.08.1969 | вища                | член Політичної Партії «Опозиційний блок»                     | Комунальне підприємство «Дружківське міське бюро технічної інвентаризації», начальник                                                            |
| 1                                                       | Шехов Ігор Вячеславович         | 16.01.1964 | вища                | член Політичної Партії «Опозиційний блок»                     | Комунальне підприємство «Спектр», керівник |
| 10                                                      | Какуша Ольга Володимирівна      | 11.07.1948 | вища                | безпартійна                                                   | Комунальна лікувальна профілактична установа «Міський наркологічний диспансер м. Дружківки», головний лікар                                      |
| 9                                                       | Головченко Сергій Анатолійович  | 08.05.1986 | вища                | член Політичної Партії «Опозиційний блок»                     | Донецький обласний центр фізичного населення здоров'я «Спорт для всіх», в. о. директора                                                          |
| 20                                                      | Коротун Сергій Якович           | 12.06.1949 | вища                | член Політичної Партії «Опозиційний блок»                     | Комунальне підприємство Виробнича одиниця «Дружківка Тепломережа», директор                                                                      |
| 13                                                      | Бурикін Сергій Дмитрович        | 09.06.1970 | вища                | член Політичної Партії «Опозиційний блок»                     | Товариство з обмеженою відповідальністю «Гірничі машини-Дружківський машинобудівельний завод», менеджер з управління технічним станом обладнання |
| 16                                                      | Кулик Тетяна Іванівна           | 10.03.1952 | вища                | член Політичної Партії «Опозиційний блок»                     | Загальноосвітня школа № 6, директор |
| 15                                                      | Бєлашенко Костянтин Григорович  | 28.06.1957 | вища                | член Політичної Партії «Опозиційний блок»                     | Дружківський житлово-комунальний коледж, заступник директора                                                                                     |
| 36                                                      | Сівоплясова Ірина Василівна     | 14.03.1965 | вища                | член Політичної Партії «Опозиційний блок»                     | Відділ містобудування та архітектури виконавчого комітету Дружківської міської ради, начальник відділу                                           |
| 17                                                      | Ковилін Дмитро Вікторович       | 21.05.1977 | вища                | член Політичної Партії «Опозиційний блок»                     | Комунальне підприємство «Ком-сервис», заступник директора                                                                                        |
| 32                                                      | Підопригора Віталій Олексійович | 16.07.1950 | вища                | член Політичної Партії «Опозиційний блок»                     | пенсіонер |
| 26                                                      | Селіванов Анатолій Дмитрійович  | 27.01.1952 | вища                | безпартійний                                                  | Товариство з обмеженою відповідальністю «Гірничі машини-Дружківський машинобудівний завод», голова первинної профспілкової організації           |
| 11                                                      | Регеда Анатолій Юрійович        | 25.07.1969 | вища                | член Політичної Партії «Опозиційний блок»                     | Відкрите акціонерне товариство «Грета», керівник служби охорони праці                                                                            |
| 8                                                       | Ченцова Ольга Олександрівна     | 30.01.1956 | вища                | член Політичної Партії «Опозиційний блок»                     | Територіальний центр соціального обслуговування, директор                                                                                        |
| 33                                                      | Каліберда Микола Іванович       | 21.02.1949 | загальна середня    | безпартійний                                                  | пенсіонер |
| 12                                                      | Кутненко Тетяна Георгіївна      | 06.10.1970 | вища                | безпартійна                                                   | Комунально лікувальний заклад «Центральна міська лікарня» терапевтичне відділення, лікар невропатолог                                            |
| 28                                                      | Бардаков Іван Іванович          | 18.02.1978 | вища                | безпартійний                                                  | Товариство з обмеженою відповідальністю «Гірничі машини-Дружківський машинобудівельний завод», начальник механо-сборочного цеху                  |
| Політична партія «Наш край»                             |                                 |            |                     |                                                               | |
| пк                                                      | Лугова Валентина Миколаївна     | 01.06.1956 | вища                | член Політичної партії «Наш край»                             | Дружківська гімназія «Інтелект» Дружківської міської ради, директор                                                                              |
| 3                                                       | Мелікбегян Ашот Норікович       | 13.09.1949 | вища                | член Політичної партії «Наш край»                             | ТОВ «Прогрес», директор |
| 4                                                       | Бандура Максим Юрійович         | 16.04.1986 | вища                | член Політичної партії «Наш край»                             | Комунальна лікувально-профілактична установа «Дружківська міська лікарня № 1», виконувач обов'язків головного лікаря                             |
| 27                                                      | Руденко Сергій Миколайович      | 14.04.1967 | вища                | член Політичної партії «Наш край»                             | Дружківське комунальне автотранспортне підприємство 052805, директор                                                                             |
| 2                                                       | Кедь Олег Володимирович         | 09.05.1977 | вища                | член Політичної партії «Наш край»                             | ВО ОКП Донецьктеплокомуненерго Дружківка-тепломережа, головний інженер                                                                           |
| 5                                                       | Шевченко Лариса Володимирівна   | 20.01.1975 | вища                | член Політичної партії «Наш край»                             | Дружківська загальноосвітня школа I-III кв. № 1 Дружківської міської ради, директор                                                              |
| 35                                                      | Довбня Микола Вікторович        | 19.10.1964 | вища                | безпартійний                                                  | Краматорська автошкола ТСО України, голова |
| 18                                                      | Прус Ірина Миколаївна           | 30.06.1967 | вища                | член Політичної партії «Наш край»                             | Дружківська гімназія «Інтелект» Дружківської міської ради, заступник директора з НВР                                                             |
| 6                                                       | Горбаньова Тетяна Вікторівна    | 19.11.1968 | вища                | член Політичної партії «Наш край»                             | Дружківське підприємство електромереж зовнішнього освітлювання (Міськсвітло), директор                                                           |
| Радикальна партія Олега Ляшка                           |                                 |            |                     |                                                               | |
| пк                                                      | Баштовий Віктор Павлович        | 08.05.1959 | вища                | член Радикальної партії Олега Ляшка                           | Дружківський технікум Донбаської державної машинобудівної академії, директор                                                                     |
| 8                                                       | Пахомова Олександра Вікторівна  | 17.07.1971 | вища                | безпартійна                                                   | Дружківський технікум Донбаської державної машинобудівної академії, заступник директора з навчально-виховної роботи                              |
| 4                                                       | Фіалко Євген Борисович          | 10.09.1952 | вища                | безпартійний                                                  | Газета «Наша Дружковка», головний редактор |
| 25                                                      | Карнаух Сергій Вікторович       | 06.10.1966 | вища                | безпартійний                                                  | Транспортний цех ПАО «ВЕСКО», водій |
| ПАРТІЯ "БЛОК ПЕТРА ПОРОШЕНКА «СОЛІДАРНІСТЬ»             |                                 |            |                     |                                                               | |
| пк                                                      | Гайдук Віктор Вікторович        | 11.07.1969 | професійно-технічна | безпартійний                                                  | ФОП «Гайдук В. В.», підприємець |
| 31                                                      | Шабельник Микола Григорович     | 19.12.1950 | професійно-технічна | безпартійний                                                  | ПП СК «Віта Дент», директор |
| 32                                                      | Кашкарьова Наталя Олександрівна | 09.10.1972 | професійно-технічна | безпартійна                                                   | ПП СК «Віта Дент», головний бухгалтер |
| політична партія Всеукраїнське об'єднання «Батьківщина» |                                 |            |                     |                                                               | |
| пк                                                      | Бухаркова Тетяна Михайлівна     | 27.09.1958 | загальна середня    | член політичної партії Всеукраїнське об'єднання «Батьківщина» | СК «АСКО», страховий агент |
| 19                                                      | Самородов Михайло Олександрович | 16.11.1955 | вища                | член політичної партії Всеукраїнське об'єднання «Батьківщина» | Комунальна установа «Центр первинної медико-соціальної допомоги» амбулаторія № 3, лікар сімейної медицини                                        |

### Депутати VI скликання
За результатами місцевих виборів 2010 року депутатами ради стали:

#### За суб'єктами висування
| Суб'єкт висування                                       | Кількість обраних депутатів | %  |
| ------------------------------------------------------- | --------------------------- | -- |
| Партія регіонів                                         | 43                          | 86 |
| Комуністична партія України                             | 5                           | 10 |
| Політична партія Всеукраїнське об'єднання «Батьківщина» | 1                           | 2  |
| Політична партія «Сильна Україна»                       | 1                           | 2  |

#### За округами
| № округу                                                | Прізвище, ім'я, по батькові       | Дата визнання обраним | Освіта  | Партійна приналежність                        | Відомості про обраного депутата                                                                        |
| ------------------------------------------------------- | --------------------------------- | --------------------- | ------- | --------------------------------------------- | --- |
| Комуністична партія України                             |                                   |                       |         |                                               | |
| б/м                                                     | Ковиліна Антоніна Стефанівна      | 04.11.2010            | вища    | член Комуністичної партії України             | Дружківський ГК КПУ, 1 секретар на громадських засадах                                                 |
| б/м                                                     | Горобець Інна Валеріївна          | 04.11.2010            | вища    | член Комуністичної партії України             | Дружківський ГК КПУ, 2 секретар                                                                        |
| б/м                                                     | Ковилін Дмитро Вікторович         | 04.11.2010            | вища    | член Комуністичної партії України             | ТОВ «ЄРЦ м. Дружківка», директор                                                                       |
| б/м                                                     | Абрамов Ігор Володимирович        | 04.11.2010            | вища    | член Комуністичної партії України             | ВАТ «ГРЕТА», бригадир збірників                                                                        |
| б/м                                                     | Абакумова Олена Анатоліївна       | 04.11.2010            | вища    | член Комуністичної партії України             | Міська лікарня № 2, медична сестра                                                                     |
| Партія регіонів                                         |                                   |                       |         |                                               | |
| б/м                                                     | Батєєв Олег Володимирович         | 04.11.2010            | вища    | член Партії регіонів                          | Дружківське управління праці та соціального захисту населення, начальник                               |
| б/м                                                     | Аннєнков Володимир Вікторович     | 04.11.2010            | вища    | член Партії регіонів                          | ВАТ «Грета», заступник директора                                                                       |
| б/м                                                     | Кулик Тетяна Іванівна             | 04.11.2010            | вища    | член Партії регіонів                          | загальноосвітня школа № 6, директор                                                                    |
| б/м                                                     | Каліберда Микола Іванович         | 04.11.2010            | середня | член Партії регіонів                          | ВАТ «Дружківський машинобудівний завод», цех № 15, бригадир слюсарей                                   |
| б/м                                                     | Бурикін Сергій Дмитрович          | 04.11.2010            | вища    | член Партії регіонів                          | ВАТ «Дружківський машинобудівний завод», заступник головного інженера                                  |
| б/м                                                     | Гребенников Юрій Олександрович    | 04.11.2010            | вища    | член Партії регіонів                          | Дружківська міська рада, начальник відділу                                                             |
| б/м                                                     | Долбещенков Олексій Олександрович | 04.11.2010            | вища    | член Партії регіонів                          | Торецьке виробниче управління водопровідно-каналізаційного господарства, директор                      |
| б/м                                                     | Захватов Леонід Йосипович         | 04.11.2010            | вища    | член Партії регіонів                          | Дружківська міська рада, секретар ради                                                                 |
| б/м                                                     | Загребельний Віктор Васильович    | 04.11.2010            | вища    | член Партії регіонів                          | Міська організація «Союз Чорнобиль», голова                                                            |
| б/м                                                     | Капустін Віктор Миколайович       | 04.11.2010            | вища    | член Партії регіонів                          | Міський центр зайнятості, директор                                                                     |
| б/м                                                     | Коротун Сергій Якович             | 04.11.2010            | вища    | член Партії регіонів                          | Підприємство «Дружківка-тепломережа», директор                                                         |
| б/м                                                     | Сівоплясова Ірина Василівна       | 04.11.2010            | вища    | член Партії регіонів                          | Дружківська міська рада, начальник відділу архітектури та містобудування                               |
| б/м                                                     | Насонов Георгій Едуардович        | 04.11.2010            | вища    | член Партії регіонів                          | ВАТ «Дружківський завод металевих виробів», начальник служби охорони праці                             |
| б/м                                                     | Архіпов Микола Олексійович        | 04.11.2010            | вища    | член Партії регіонів                          | Держкомзем Донецька обл., м. Дружківка, начальник відділу                                              |
| б/м                                                     | Антоненко Сергій Олександрович    | 04.11.2010            | вища    | член Партії регіонів                          | Дружківський цех електрозв’ язку № 10, начальник                                                       |
| б/м                                                     | Баєвський Олександр Костянтинович | 04.11.2010            | вища    | член Партії регіонів                          | Міський військкомат, військовий комісар міста                                                          |
| б/м                                                     | Ченцова Ольга Олександрівна       | 04.11.2010            | вища    | член Партії регіонів                          | Центр соціальних служб для сім'ї, дітей та молоді, директор                                            |
| б/м                                                     | Гриненко Дмитро Юрійович          | 04.11.2010            | вища    | член Партії регіонів                          | ВАТ «Веско», начальник юридичного відділу                                                              |
| 1                                                       | Шехов Ігор Вячеславович           | 04.11.2010            | вища    | член Партії регіонів                          | КП «Спектр», директор                                                                                  |
| 2                                                       | Мелікбегян Ашот Норікович         | 04.11.2010            | вища    | член Партії регіонів                          | ТОВ «Прогрес», директор                                                                                |
| 3                                                       | Бандура Юрій Олександрович        | 04.11.2010            | вища    | член Партії регіонів                          | Міська лікарня № 1, головний лікар                                                                     |
| 4                                                       | Григоренко Володимир Борисович    | 04.11.2010            | вища    | член Партії регіонів                          | Дружківська міська рада, заступник міського голови                                                     |
| 5                                                       | Єврейський Олег Миколайович       | 04.11.2010            | вища    | член Партії регіонів                          | ВАТ «Грета», начальник управління з питань реалізації та постачання                                    |
| 6                                                       | Моргунов Валерій Анатолійович     | 04.11.2010            | вища    | член Партії регіонів                          | Дружківський професійний ліцей, методист                                                               |
| 7                                                       | Орлова Оксана Олександрівна       | 04.11.2010            | вища    | член Партії регіонів                          | Дружківська міська рада, начальник відділу організаційного забезпечення роботи міської ради            |
| 8                                                       | Гололобов Борис Дмитрович         | 04.11.2010            | вища    | член Партії регіонів                          | Дружківський житлово-комунальний коледж, директор                                                      |
| 9                                                       | Юдін Віктор Володимирович         | 04.11.2010            | вища    | член Партії регіонів                          | Міська організація ради ветеранів України, голова                                                      |
| 10                                                      | Нещотний Сергій Федорович         | 04.11.2010            | вища    | член Партії регіонів                          | Міська лікарня № 2, головний лікар                                                                     |
| 11                                                      | Лобова Наталя Іванівна            | 04.11.2010            | вища    | член Партії регіонів                          | Управління Пенсійного фонду України у м. Дружківка, заступник начальника управління, начальник відділу |
| 12                                                      | Южик Борис Володимирович          | 04.11.2010            | вища    | член Партії регіонів                          | Газета «Дружковский рабочий», головний редактор                                                        |
| 13                                                      | Бучук Ірина Олександрівна         | 04.11.2010            | вища    | член Партії регіонів                          | Міський відділ освіти, начальник                                                                       |
| 14                                                      | Романченко Тетяна Олексіївна      | 04.11.2010            | вища    | член Партії регіонів                          | Центральна міська бібліотека, директор                                                                 |
| 15                                                      | Вахтін Сергій Віталійович         | 04.11.2010            | вища    | член Партії регіонів                          | приватний підприємець                                                                                  |
| 16                                                      | Селіванов Анатолій Дмитрійович    | 04.11.2010            | вища    | член Партії регіонів                          | ВАТ «Дружківський машинобудівний завод», голова профкому                                               |
| 17                                                      | Сердюк Тетяна Миколаївна          | 04.11.2010            | вища    | член Партії регіонів                          | Центр дитячої та юнацької творчості, директор                                                          |
| 18                                                      | Салій Сергій Федорович            | 04.11.2010            | вища    | член Партії регіонів                          | ВАТ «Дружківський завод металевих виробів», генеральний директор                                       |
| 19                                                      | Тарасевич Володимир Леонідович    | 04.11.2010            | середня | член Партії регіонів                          | ТОВ «Росток», директор                                                                                 |
| 20                                                      | Черняков Володимир Петрович       | 04.11.2010            | вища    | член Партії регіонів                          | ПАТ «Веско», головний інженер                                                                          |
| 21                                                      | Підопригора Віталій Олексійович   | 04.11.2010            | вища    | член Партії регіонів                          | ЗАТ «ПЖРП», директор                                                                                   |
| 22                                                      | Лонцький Євген Іванович           | 04.11.2010            | вища    | член Партії регіонів                          | ВАТ "Кіндратівський вогнетривкий завод ", комерційний директор                                         |
| 23                                                      | Остапенко Інна Павлівна           | 04.11.2010            | вища    | член Партії регіонів                          | ВАТ "Кіндратівський вогнетривкий завод ", заступникдиректора                                           |
| 24                                                      | Федоренко Вадим Миколайович       | 04.11.2010            | вища    | член Партії регіонів                          | Станція швидкої допомоги, головний лікар                                                               |
| 25                                                      | Безсмельцев Андрій Олександрович  | 04.11.2010            | вища    | член Партії регіонів                          | Дружківська Філія ДП «Агрофірма Шахтар», директор                                                      |
| Політична партія Всеукраїнське об'єднання «Батьківщина» |                                   |                       |         |                                               | |
| б/м                                                     | Балик Денис Олександрович         | 04.11.2010            | вища    | член Всеукраїнського об'єднання «Батьківщина» | ПП «Балик», фінансовий директор                                                                        |
| Політична партія «Сильна Україна»                       |                                   |                       |         |                                               | |
| б/м                                                     | Денисенко Олександр Валерійович   | 04.11.2011            | вища    | член Політичної партії «Сильна Україна»       | ТОВ «ДЕН-СТРОЙ ЛТД», директор                                                                          |

## Економіка
Машинобудування (Дружківський машинобудівний завод, Дружківський завод газових апаратур), металообробка (Дружківський метизний завод), промисловість будівельних матеріалів (Дружківський порцеляновий завод), гірничодобувна промисловість (Дружківське рудоуправління).